# دانشگاه ولز، نیوپورت
دانشگاه ولز، نیوپورت (ویلزی: Prifysgol Cymru, Casnewydd) قبل از ادغام که دانشگاه ولز جنوبی را در آوریل ۲۰۱۳ تشکیل داد، دانشگاهی مستقر در نیوپورت، ولز جنوبی بود. این دانشگاه دارای دو پردیس در نیوپورت، کارلیون در حومه شمالی شهر بود که در ژوئیه ۲۰۱۶ بسته شد، و یک پردیس ۳۵ میلیون پوندی در ساحل شرقی رودخانه Usk در مرکز شهر نیوپورت که در سال ۲۰۱۱ افتتاح شد در سال ۲۰۱۲، این دانشگاه در جدول لیگ گاردین برای رتبه‌بندی دانشگاه‌ها در رتبه ۱۱۱ از ۱۲۰ دانشگاه بریتانیا، در راهنمای کامل دانشگاه رتبه ۱۰۵ از ۱۱۶ و در راهنمای تایمز گود دانشگاه از بین ۱۱۶ دانشگاه بریتانیا، رتبه ۱۰۴ را کسب کرد. دانشگاه در ۱۰ ژانویه ۲۰۱۱ یک پردیس جدید ۳۵ میلیون پوندی را در مرکز شهر نیوپورت به‌طور رسمی افتتاح کرد. این پروژه همکاری بین دانشگاه، شورای شهر نیوپورت و دولت ولز بود.